# Serenada, Texas
Serenada là một nơi ấn định cho điều tra dân số (CDP) thuộc quận Williamson, tiểu bang Texas, Hoa Kỳ. Năm 2010, dân số của nơi này là 1641 người.

## Dân số
- Dân số năm 2000: 1847 người.
- Dân số năm 2010: 1641 người.